# ヨゼフ・マンドル
ヨゼフ・マンドル（チェコ語: Josef Mandl, 1874年3月18日 - 1933年12月5日）は、チェコの画家。

## 略歴
プルゼニの金細工師の息子に生まれた。1890年から家族とプラハに住んだ。兄は後にプルゼニの市長になった。
14歳の時からプラハの美術学校で学び、フランティシェク・セクエンスやヴァーツラフ・ブロジークに学んだ。チェコの象徴主義の画家、マクミリアン・ピルナー(Maxmilián  Pirner) からも影響を受けた。
プラハで開かれる美術振興協会(Krasoumná jednota)の展覧会に1898年から出展し、批評家からは好意的な批評を得た。
ヨゼフ・マンドルの作品はプルゼニの美術館で見ることができる。

## ギャラリー

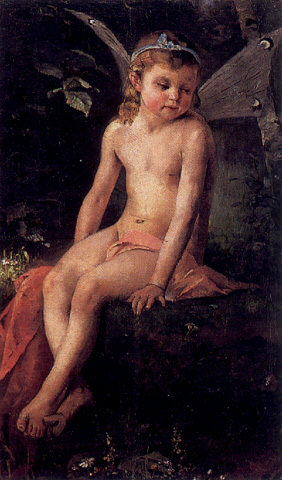
『妖精の少女』
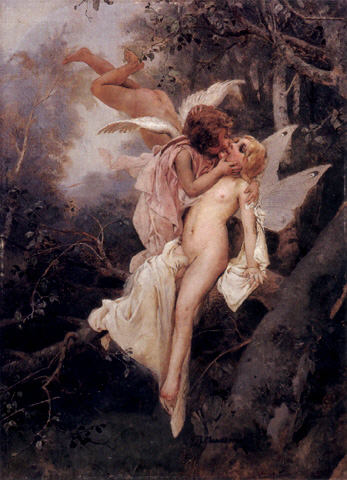
『キス』
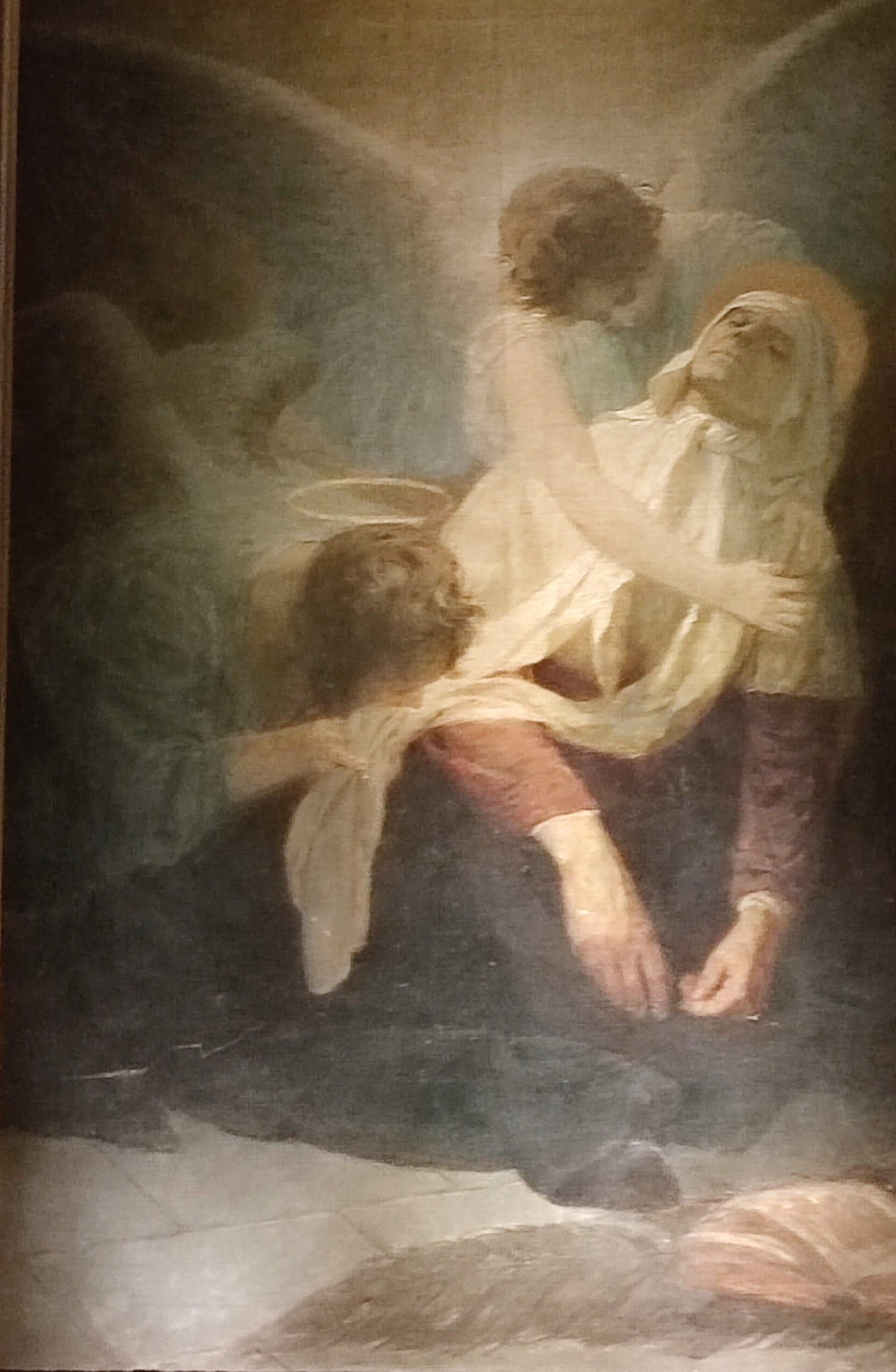
『聖リュドミラと天使』

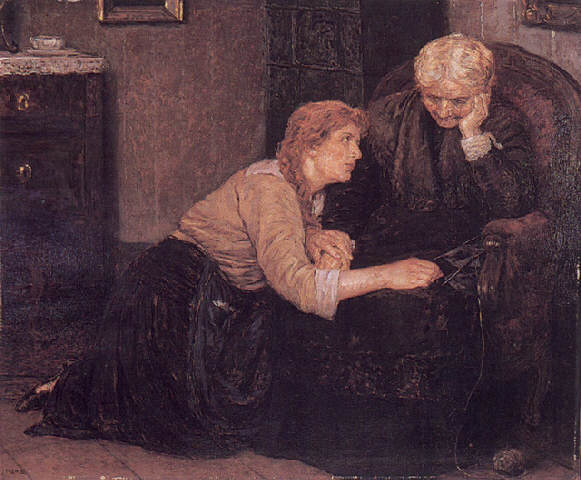
『親密さ』
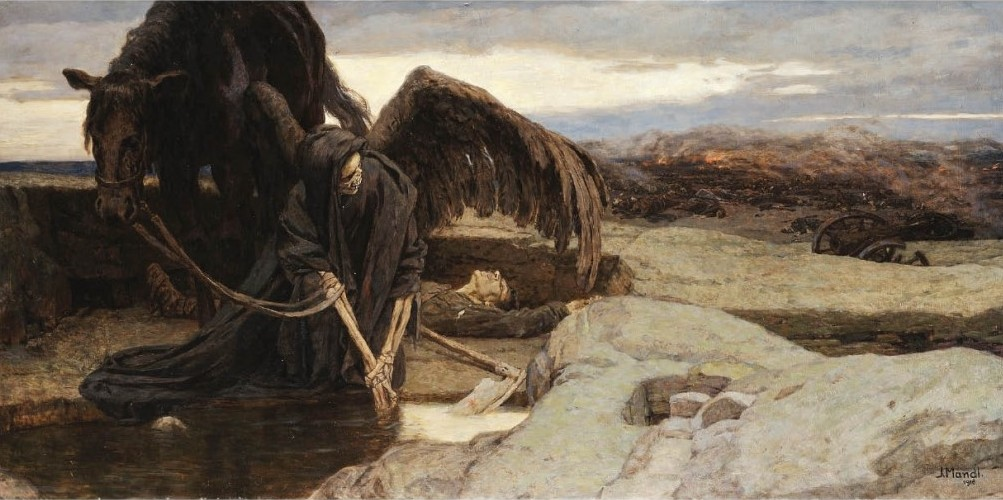
『Triumfátor』
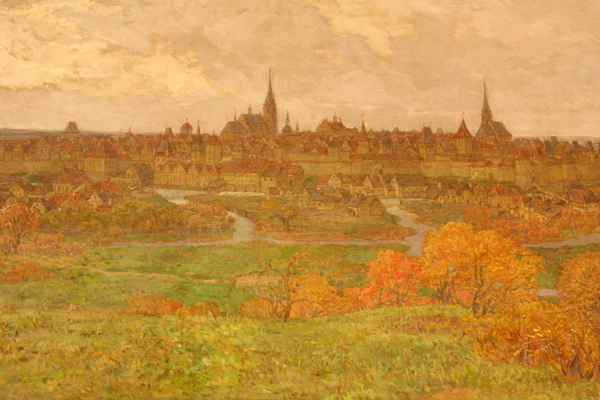
『プルゼニ』